# Buryňský rajón
Buryňský rajón (ukrajinsky Буринський район) byl rajón v Sumské oblasti na Ukrajině. Hlavním městem byl Buryň a rajón měl přibližně 25 tisíc obyvatel. 

## Sídla v rajónu
- Buryň